# Oriovac
Oriovac es un municipio de Croacia en el condado de Brod-Posavina.

## Geografía
Se encuentra a una altitud de 107 m s. n. m. a 169 km de la capital nacional, Zagreb.

## Demografía
En el censo 2011 el total de población del municipio fue de 5 824 habitantes, distribuidos en las siguientes localidades:
- Bečic -  114
- Ciglenik - 159
- Kujnik - 310
- Lužani - 1 058
- Malino - 485
- Oriovac - 1 841
- Pričac - 103
- Radovanje - 288
- Slavonski Kobaš - 1 230
- Živike - 236

| Gráfica de población de Oriovac 1857-2011                           |
|                                                                     |
| Según los censos de población de la oficina estadística de Croacia. |